# Байгул (Казахстан)
Байгу́л (каз. Байғұл) — село у складі Жанааркинського району Улитауської області Казахстану. Входить до складу сільського округу імені Мукажана Жумажанова.
Населення — 85 осіб (2021; 256 у 2009, 243 у 1999, 297 у 1989).
Національний склад станом на 1989 рік:
- казахи — 100 %.